# Dene József
Dene József (Budapest, 1938. március 31. –) operaénekes (basszbariton).

## Élete
A középiskolát a budapesti Szent István Gimnáziumban végezte el 1952 és ’56 között. A Liszt Ferenc Zeneművészeti Főiskolán Révhegyi Ferencné tanítványa volt. Sikerrel vett részt müncheni és genfi énekversenyeken.
1962-ben lett a Magyar Állami Operaház ösztöndíjasa. Muszorgszkij Borisz Godunovjának várnagyaként debütált. 1964-től 1970-ig rendes tag volt, ekkor a zürichi operába szerződött, ahol 2003-ig volt a társulat tagja. Fellépett a világ vezető operaházaiban és fesztiváljain, pl. 1973-ban és '74-ben a Bayreuthi ünnepi játékokon, 1981-ben a New York-i Metropolitanben.
Időben és hangfajban rendkívül változatos repertoárt énekelt. Szerepei Monteverditől a kortárs szerzőkig terjedtek. Több ősbemutatónak is részese volt. Lírai baritontól buffó- és karakterbasszus szólamokig terjedtek az általa megszólaltatott figurák.

## Szerepei
- Beethoven: Fidelio – Don Pizzaro; Második fogoly
- Alban Berg: Wozzeck – Első mesterlegény
- Alban Berg: Lulu – Schigolch
- Bizet: Carmen – Escamillo
- Konrad Boehmer: Doktor Faustus – Trithemius
- Friedrich Cerha: A patkányfogó – A Kis Hóhér
- Frederick Delius: Falusi Romeo és Júlia – A sötét hegedűs
- Donizetti: Don Pasquale – címszerep
- Dvořák: A jakobinus – Adolf
- Gottfried von Einem: Danton halála – St. Just
- Flotow: Márta – Plumkett
- Wolfgang Fortner: Tudor Erzsébet – Walsingham
- Giordano: A szókimondó asszonyság – Gelsomino
- Giordano: A gúnyvacsora – Az orvos
- Händel: Agrippina –Claudius
- Janáček: A ravasz rókácska kalandjai – Harašta
- Janáček: A holtak házából – Siskov
- Kacsóh Pongrác: János vitéz – Bagó
- Rudolf Kelterborn: Angyal szállt le Babilonban – Rendőr
- Giselher Klebe: Figaro válik – Figaro
- Ligeti György: Le Grand Macabre – Astradamors
- Mascagni: Parasztbecsület – Alfio
- Mihály András: Együtt és egyedül – Vándor a mából
- Monteverdi: Poppea megkoronázása – Otho
- Mozart: Don Juan – Leporello
- Mozart: Figaro házassága – Figaro; Doktor Bartolo
- Mozart: Così fan tutte – Alfonso
- Mozart: A varázsfuvola – Papageno
- Muszorgszkij: Borisz Godunov – Várnagy
- Carl Orff: Az okos lány – Második csibész
- Petrovics Emil: Bűn és bűnhődés – Szvidrigaljov
- Puccini: Tosca – Sciarrone
- Puccini: A Nyugat lánya – Larkens
- Aribert Reimann: Lear – Gloster gróf
- Rossini: Hamupipőke – Dandini
- Rossini: A sevillai borbély – Doktor Bartolo
- Rossini: Olasz nő Algírban – Musztafa; Taddeo
- Sosztakovics: Katyerina Izmajlova – Rendőrfőnök
- Verdi: Luisa Miller – Wurm
- Verdi: Simon Boccanegra – Paolo Albiani
- Verdi: A végzet hatalma – Orvos
- Verdi: Álarcosbál – Silvano
- Verdi: Don Carlos – A főinkvizítor
- Wagner: Szerelmi tilalom – Friedrich
- Wagner: Tannhäuser – Biterolf
- Wagner: A nürnbergi mesterdalnokok – Hans Foltz; Fritz Kothner; Konrad Nachtigal
- Wagner: Trisztán és Izolda – Kurwenal
- Wagner: A Nibelung gyűrűje – Alberich
- Wagner: Parsifal – Klingsor
- Weber: A bűvös vadász – Kaspar
- Hugo Wolf: A kormányzó – Repela

## Filmjei
- L'Orfeo (svájci–nyugatnémet, 1978)
- Il ritorno d'Ulisse in patria (svájci, 1980)
- La Traviata (francia, tv, 2003)

## Díjai, kitüntetései
- Liszt Ferenc-díj